# Piruvat cinasa

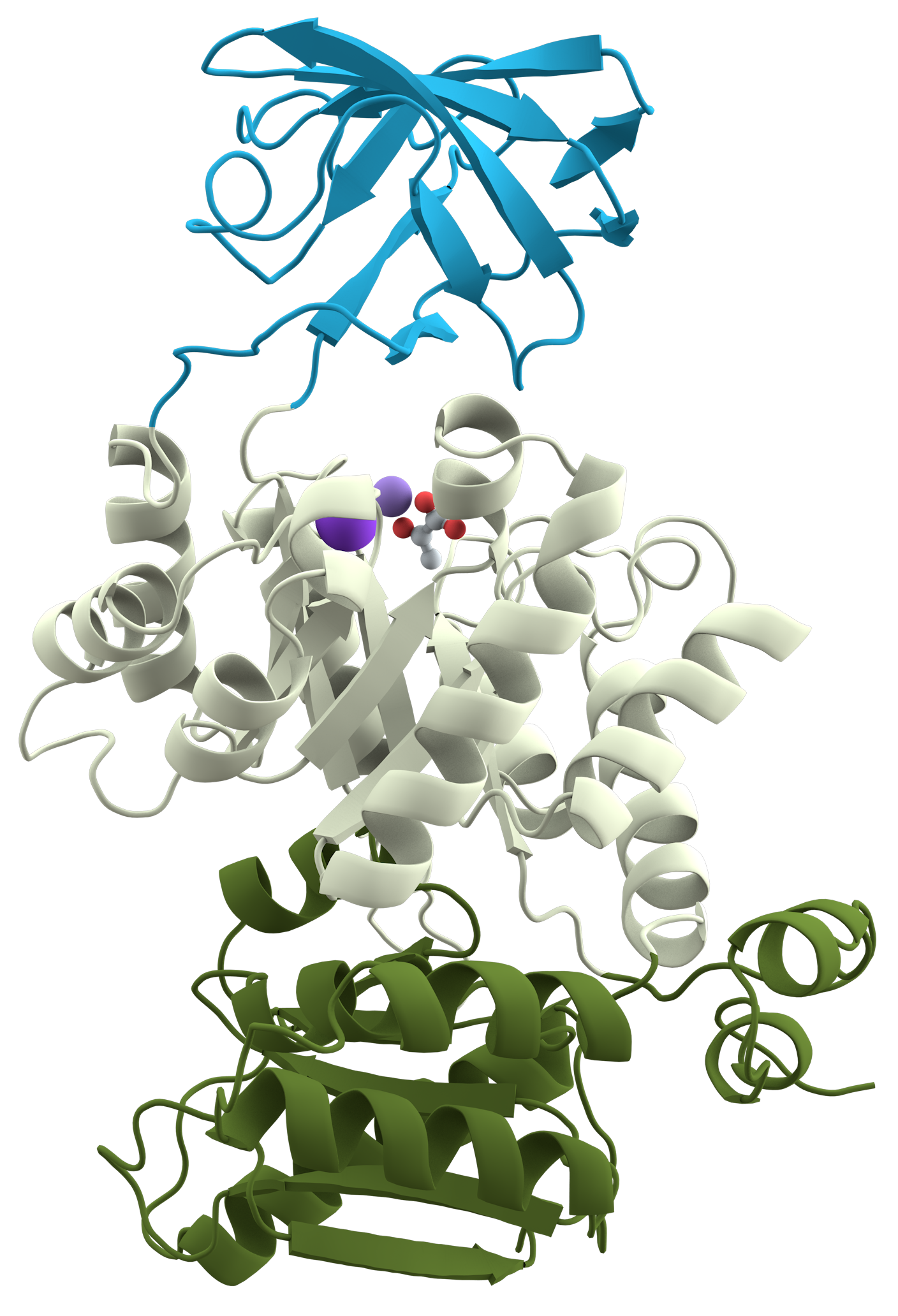
Piruvat cinasa.

La piruvat cinasa o piruvat quinasa (en anglès: Pyruvate kinase) amb EC 2.7.1.40) és un enzim de la glucòlisi que catalitza la transferència d'un grup fosfat del fosfoenolpiruvat a 'ADP, produït una molècula de piruvat i una altra d'ATP.
Fosfoenolpiruvat + ADP → piruvat + ATP
Aquest enzim té un pes molecular de 60 kDa, i està format per tres monòmers. En els humans, dos gens codifiquen aquesta proteïna: PKLR i PKM2.
En els humans, la deficiència d'aquest enzim està relacionada am l'anèmia hemolítica.
Alguns bacteris tenen un enzim amb una funció similar, anomenat piruvat, fosfat diquinasa. Las seqüència codificant d'aquesta proteïna s'ha incorporat al genoma d'alguns eucariotes (com Streblomastix, Giardia, Entamoeba i Trichomonas) mitjançant transferència horitzontal de gens.